# ثاباد
ثاباد هو فيلم دراما هندي من إخراج أنوبهاف سينها وبطولة تابسي بانو وديا ميرزا،تم عرض الفيلم في 28 فبراير 2020.

## روابط خارجية
ثاباد على موقع IMDb (الإنجليزية)
- ثاباد على موقع روتن توميتوز (الإنجليزية)
- ثاباد على موقع قاعدة بيانات الفيلم (الإنجليزية)
- ثاباد على موقع ليتربوكسد (الإنجليزية)
- ثاباد على موقع كينوبويسك (الروسية)